# Hadi Ahmadi
Vous pouvez aider à l'améliorer ou bien discuter des problèmes sur sa page de discussion.
- La traduction doit être revue. Le contenu est difficilement compréhensible à cause d’erreurs de traduction, peut-être dues à l’utilisation d’un logiciel de traduction automatique. (Marqué depuis décembre 2024)

Hadi Ahmadi (né le 31 juillet 1987 à Téhéran) est un acteur de théâtre et de cinéma,, un écrivain ,,, un dramaturge, un scénariste et un metteur en scène iranien .

## Biographie
Hadi Ahmadi a étudié la comédie sous la direction de Hamid Samandarian en 2011 et a suivi un cours complet d'écriture sous des figures telles que Mohammad Yaghoubi. Ahmadi est actif dans divers domaines, notamment l'écriture, la comédie et la mise en scène. Il a écrit des courts-métrages tels que Unframed,. De plus, il a joué dans des œuvres telles que Wooden Crow. Sa performance dans la pièce Wooden Crow a attiré l'attention du public arménien lors du HighFest Theatre Festival en Arménie,.
En 2017, il a remporté le prix du Meilleur Acteur au 6e Festival du Théâtre Shahr pour sa prestation, sa mise en scène et l'écriture de la pièce False Singing at Fakhrabad Crossroad,,. Il a également remporté le prix du Meilleur Acteur au 5e Festival du Théâtre Omid pour sa prestation dans The Story of Mr. Peter Semyonovich,.
Au cinéma, Ahmadi a joué dans des films tels que Lantouri,, et Imagine ("Tassavor"), ce dernier ayant été projeté au Cannes Film Festival en 2022,,.

### Filmographie
(décembre 2024).
- Si vous ne connaissez pas le sujet, laissez ce bandeau (vous pouvez alors contacter les auteurs).
- Si vous supprimez le contenu mis en cause (vous pouvez préalablement contacter les auteurs),

argumentez précisément cette suppression dans la page de discussion
(un manque de référence n'est pas un argument ; une recherche réelle de référence doit avoir été effectuée, être formellement documentée).
| N° | Titre                                           | Année        | Réalisateur             | Rôle                        | Lieu                                     | Source |
| -- | ----------------------------------------------- | ------------ | ----------------------- | --------------------------- | ---------------------------------------- | ------ |
| 1  | Perdu et retrouvé                               | 2017         | Amir Mohandesian        | Auteur                      | Salle de Théâtre IranShahr               | ,      |
| 2  | Chanter faux au carrefour Fakhrabad             | 2018 et 2019 | Réalisateur de la pièce | Réalisateur, acteur, auteur | Salle de Théâtre Entezami et Salle Hafez | ,      |
| 3  | Notes imprimées                                 | 2015         | Réalisateur de la pièce | Réalisateur et acteur       | Théâtre Baran                            | [ 27 ] |
| 4  | Autoportrait                                    | 2024         | Morteza Mirmontazemi    | Auteur et acteur            | Plateforme Ouest                         |        |
| 5  | Encadré (Court-métrage)                         | 2020         | Morteza Mirmontazemi    | Auteur, acteur              | Cinéma                                   | ,      |
| 6  | Paivazik                                        | 2020         | Hojjat Gholami          | Acteur                      | Cinéma                                   | [ 28 ] |
| 7  | Déclaration                                     | 2020         | Moein Zarabi            | Acteur                      | Cinéma                                   | [ 29 ] |
| 8  | Salle de massage                                | 2021         | Sahra Asadollahi        | Acteur                      | Cinéma                                   | [ 30 ] |
| 9  | Lily est le nom de toutes les filles iraniennes | 2016         | Amir Mohandesian        | Acteur                      | Théâtre Baran                            | [ 31 ] |
| 10 | Le Locataire                                    | 2015         | Taymaz Rezvani          | Acteur                      | Théâtre Baran                            | [ 32 ] |
| 11 | "Vingt-Cinq" (épisode Jour des Mensonges)       | 2014         | Mohammad Yaghoubi       | Acteur                      | Centre Culturel Niavaran                 | [ 33 ] |
| 12 | Août : Comté d'Osage                            | 2014         | Mohammad Yaghoubi       | Acteur                      | Théâtre Baran                            | [ 34 ] |
| 13 | Rouge et les Autres                             | 2014         | Naziar Omrani           | Acteur                      | Complexe Cinéma Gholhak                  | [ 35 ] |
| 14 | Peau, Os, Fer                                   | 2013         | Taymaz Rezvani          | Acteur                      | Théâtre Parin                            | [ 36 ] |
| 15 | Après l'Impact d'un Objet Dur sur la Tête       | 2021         | Sajjad Dagestani        | Acteur                      | Salle de Théâtre Entezami                | ,      |
| 16 | Lantouri                                        | 2015         | Reza Dormishian         | Acteur                      | Cinéma                                   | ,      |
| 17 | Imagine                                         | 2020         | Ali Behrad              | Acteur                      | Cinéma                                   | ,      |